# Dél-Hamgjong
Dél-Hamgjong (hangul: 함경남도, Hamgjong-namdo, handzsa: 咸鏡南道, RR: Hamgyŏng-namdo) Észak-Korea egyik tartománya. 1896-ban szakadt ketté Hamgjong (Hamgyŏng) kettéválasztásával Észak- és Dél-Hamgjong (Hamgyŏng)ra. A japán megszállás idején a Kankjó-nandó nevet viselte. Székhelye Hamhung (Hamhŭng).
2014-ig ebben a tartományban működött a jodok (yodŏk)i koncentrációs tábor.

## Földrajza
A tartományt északkeletről Észak-Hamgjong (Hamgyŏng), északról Rjanggang (Ryanggang), északnyugatról Csagang (Chagang), nyugatról Dél-Phjongan (P'yŏngan), délről Kangvon (Kangwŏn), keletről pedig a Japán-tenger (Koreában Keleti-tengernek hívják) határolja.

## Közigazgatása

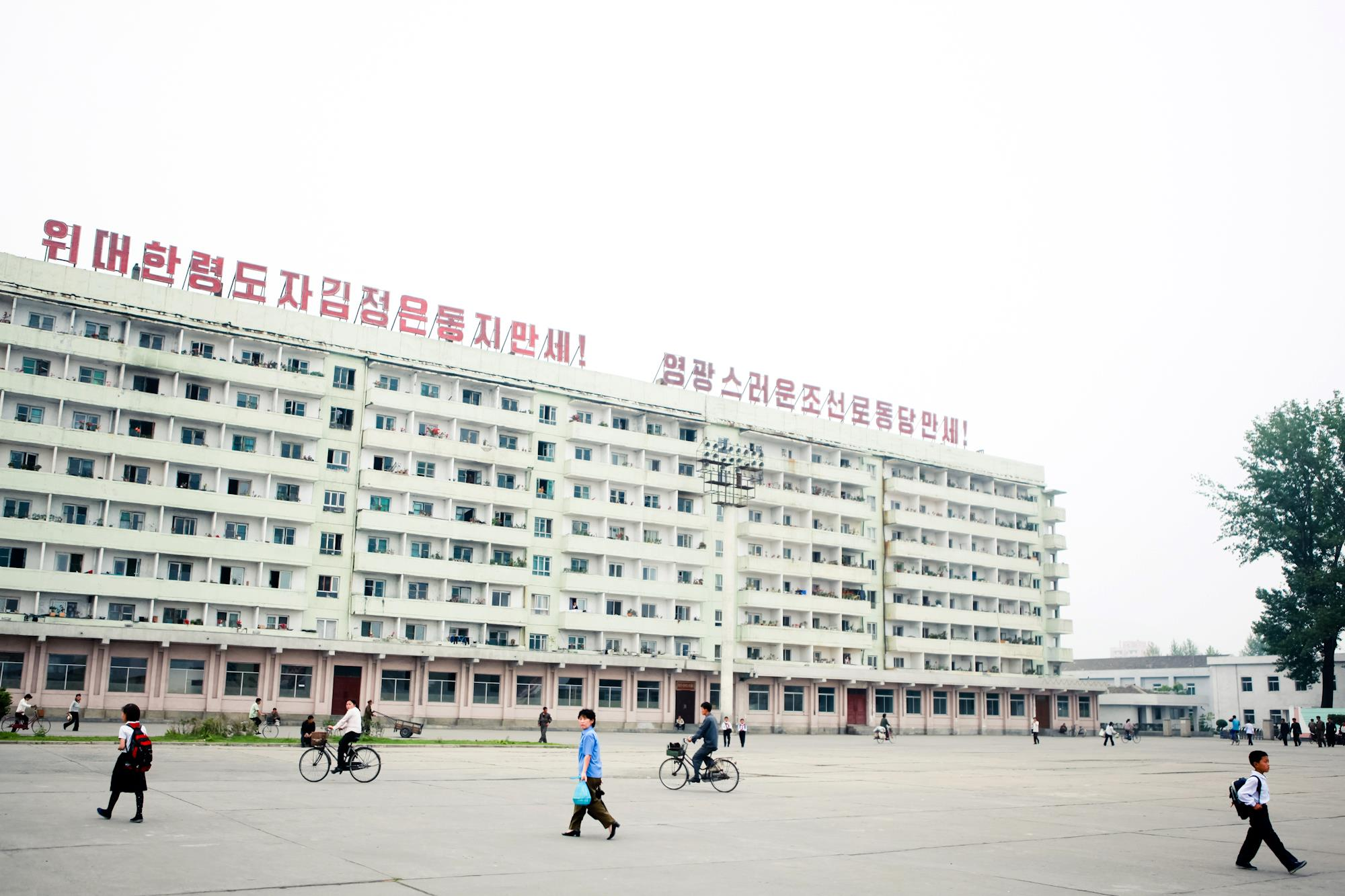
Hamhung (Hamhŭng) főtere 2013-ban

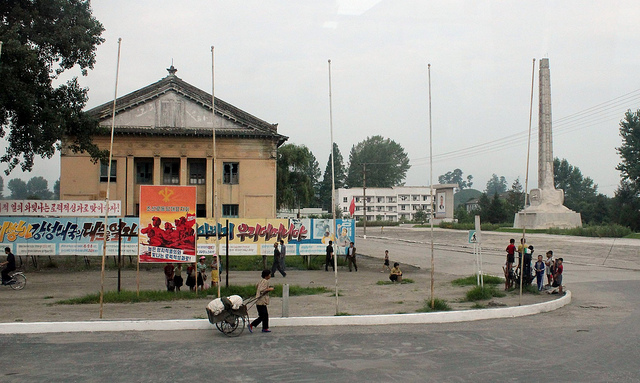
Kovon (Kowŏn) központja 2010-ben

Dél-Hamgjong (Hamgyŏng) három városra (si) és 17 megyére (kun) van felosztva.
| Városai: - Hamhung (Hamhŭng) (함흥시; 咸興市) - Tancshon (Tanch'ŏn) (단천시; 端川郡) - Sinpho (Sinp'o) (신포시; 新浦市) | Megyéi: - Kovon (Kowŏn) (고원군; 高原郡) - Kumja (Kŭmya) (금야군; 金野郡) - Kumho (Kŭmho) (금호군; 琴湖郡) - Tokszong (Tŏksŏng) (덕성군; 德城郡) - Ragvon (Ragwŏn) (락원군; 樂園郡) (1982 előtt: Thödzso (T'oejo); 퇴조군, 退潮郡) - Rivon (Riwŏn) (리원군; 利原郡) - Pudzson (Pujŏn) (부전군; 赴戰郡) - Pukcshong (Pukch'ŏng) (북청군; 北靑郡) - Szudong (Sudong) (수동군; 水洞郡) - Sinhung (Sinhŭng) (신흥군; 新興郡) - Jonggvang (Yŏnggwang) (영광군; 榮光郡) (1981 előtt: Oro (Oro); 오로군, 五老郡) - Jodok (Yodŏk) (요덕군; 耀德郡) - Csangdzsin (Changjin) (장진군; 長津郡) - Csongphjong (Chŏngp'yŏng) (정평군; 定平郡) - Hamdzsu (Hamju) (함주군; 咸州郡) - Hocshon (Hŏch'ŏn) (허천군; 虛川郡) - Hongvon (Hongwŏn) (홍원군; 洪原郡) |

## Gazdaság
Dél-Hamgjong (Hamgyŏng) tartomány gazdasága színesfémiparra, gépiparra, villamosenergia-előállításra és vegyiparra épül.

## Oktatás
Dél-Hamgjong (Hamgyŏng) számos oktatási intézménynek, köztük kereskedelmi, mezőgazdasági szakiskoláknak, általános iskoláknak és középiskoláknak ad otthont.
Legfontosabb egyetemei:
- Korjo (Koryŏ) Gyógyszerészeti Egyetem (고려약학대학; 高麗藥學大學)
- Cshö Hiszuk Hamhung (Ch'oe Hŭi-suk Hamhŭng)i 1. sz. Pedagógusképző Egyetem (최희숙함흥제1교원대학; 崔姬淑咸興第一敎員大學)
- Hamhung (Hamhŭng)i Orvostudományi Egyetem (함흥의학대학; 咸興醫學大學)
- Hamhung (Hamhŭng)i Informatikatechnológiai Egyetem (함흥컴퓨터기술대학; 咸興컴퓨터技術大學)
- Hamhung (Hamhŭng)i Vegyipari Egyetem (함흥화학공업대학; 咸興化學工業大學)
- Kim Hjonggvon (Kim Hyŏng-gwŏn) Tanárképző Egyetem (김형권사범대학; 金亨權師範大學)

## Egészségügy
A tartomány számos egészségügyi intézménnyel rendelkezik, köztük saját kórházzal és szülészettel.

## Közlekedés
A tartomány számos vasúti kapcsolattal rendelkezik, ilyenek például a Phjongna (P'yŏngra), Kumgol (Kŭmgol), Hocshon (Hŏch'ŏn), Csangdzsin (Changjin), Sinhung (Sinhŭng) és Tokszong (Tŏksŏng) vasútvonalak. Emellett közutakon is megközelíthető.